# James Devoti
James „Jimmy“ M. Devoti (* 15. Juli 1979 in Merrick, Hempstead, Nassau County, New York) ist ein US-amerikanischer Schauspieler und Filmproduzent.

## Leben
Devoti wurde auf Long Island als Sohn von Robert und Barbara Devoti geboren. Dort wuchs er gemeinsam mit seinem älteren Bruder John Devoti auf, der 2004 in Afghanistan und 2008 im Irak diente und sich im Rang eines Lieutenant Colonels des United States Marine Corps befindet. Sein Vater diente als Scharfschütze ebenfalls im United States Marine Corps und kämpfte im Vietnamkrieg, seine Mutter war Lehrerin. Als James Devoti 13 Jahre alt war, verstarb sein Vater an den Folgen von Lungenkrebs. Er zog später nach Baltimore im US-Bundesstaat Maryland, um an der Loyola University Maryland zu studieren. Er verließ die Universität mit einem Bachelor of Arts in Communications/Advertising. Nach seinem Abschluss leistete er Freiwilligendienst in Ghana.
Ab Mitte der 2000er Jahre übernahm Devoti eine Reihe von Episodenrollen in verschiedenen Fernsehserien. Dazu gehörten unter anderen CSI: NY, The Unit – Eine Frage der Ehre, Jericho – Der Anschlag, Bones – Die Knochenjägerin, Schatten der Leidenschaft und MacGyver. Er hatte Nebenrollen in Spielfilmen wie Battle for Terra, Sicario 2 und City of Lies. 2018 war er in der Rolle des Owen Bentley im Science-Fiction-Film Beyond White Space – Dunkle Gefahr zu sehen und übernahm außerdem Tätigkeiten eines Produzenten. 2021 verkörperte er die Rolle des Cole in der Fernsehserie The Walking Dead.

## Filmografie

### Schauspiel
- 2004: Criminal Intent – Verbrechen im Visier (Law & Order: Criminal Intent) (Fernsehserie, Episode 3x11)
- 2005: The Agent
- 2006: Heroes (Fernsehserie, Episode 1x02)
- 2007: CSI: NY (Fernsehserie, Episode 3x14)
- 2007: Battle for Terra (Terra)
- 2007: Lake Dead
- 2007: The Unit – Eine Frage der Ehre (The Unit) (Fernsehserie, Episode 3x11)
- 2008: Jericho – Der Anschlag (Jericho) (Fernsehserie, Episode 2x02)
- 2009: Middle Men (Fernsehserie, Episode 3x11)
- 2009: Lie to Me (Fernsehserie, Episode 2x06)
- 2010: Boy Wonder
- 2010: Modern Family (Fernsehserie, Episode 2x07)
- 2010: Tontine
- 2011: Rules of Engagement (Fernsehserie, Episode 5x13)
- 2011: Bones – Die Knochenjägerin (Bones) (Fernsehserie, Episode 6x10)
- 2011: Schatten der Leidenschaft (The Young and the Restless) (Fernsehserie, 4 Episoden)
- 2011: Femme Fatales (Fernsehserie, Episode 1x11)
- 2011: Friends with Benefits (Fernsehserie, Episode 1x02)
- 2011: Man Up! (Fernsehserie, Episode 1x01)
- 2011: Pluripotent (Kurzfilm)
- 2013: Beauty and the Beast (Fernsehserie, Episode 1x15)
- 2013: Home Run: Die 2. Chance (Home Run)
- 2014: With You (Kurzfilm)
- 2015: Undateable (Fernsehserie, Episode 2x05)
- 2016: Quarries
- 2016: The After War (Kurzfilm)
- 2016: Love and the Line (Kurzfilm)
- 2018: Sicario 2 (Sicario: Day of the Soldado)
- 2018: City of Lies
- 2018: Beyond White Space – Dunkle Gefahr (Beyond White Space)
- 2019: MacGyver (Fernsehserie, Episode 3x16)
- 2019: Burn
- 2019: Raising Dion (Fernsehserie, Episode 1x02)
- 2019: Creepshow (Fernsehserie, Episode 1x06)
- 2019: Tell Me a Story (Fernsehserie, Episode 2x01)
- 2019–2020: American Soul (Fernsehserie, 12 Episoden)
- 2021: Lansky – Der Pate von Las Vegas (Lansky)
- 2021: The Walking Dead (Fernsehserie, 4 Episoden)

### Produzent
- 2011: 4.2.3. (Kurzfilm)
- 2014: With You (Kurzfilm)
- 2016: Love and the Line (Kurzfilm)
- 2018: Beyond White Space – Dunkle Gefahr (Beyond White Space)